# Zoopilus echinatus
Zoopilus echinatus är en korallart som beskrevs av James Dwight Dana 1846. Zoopilus echinatus ingår i släktet Zoopilus och familjen Fungiidae. IUCN kategoriserar arten globalt som livskraftig. Inga underarter finns listade i Catalogue of Life.